# 関東大学ラグビーリーグ戦グループ
関東大学ラグビーリーグ戦グループ（かんとうだいがくラグビーリーグせんグループ）は、関東ラグビーフットボール協会に加盟する大学ラグビー部（大学生チームによるラグビーユニオン競技を行う運動部）のうちで、関東大学ラグビーフットボール連盟に所属してリーグ戦を行うチームの集まりのことである。

## 略歴
関東の大学ラグビーは、他の地域で一般的に行なわれる総当たり戦とは異なり、対抗戦思想と呼ばれる、相互間で認め合った相手（毎年、シーズン前のマネージャー会議にて決定）と試合を組んで行う、という理念をもとにした試合形式で行なわれていた。しかしチーム数が増えるにしたがって、総当たり戦の二部制形式を導入するに至ったが、導入してしばらく、一部の有力校や人気校が2部リーグに降格する事態がおきた。そのため協会内の有力校が中心になり再び運営方法を改革することになり、二部制を廃止し、試合形式を再び以前の対抗戦方式（義務4試合+選択3試合以上の変則対抗戦）に戻すに至った。
しかし1シーズンでまた改編され、変則対抗戦方式のままで、対等な並立2ブロック制（両ブロックの1位同士で優勝を決定）を導入。しかしブロック制2シーズン目に備えた両ブロックの編成替えを巡って大学間に感情的な対立を生むに至り、結局以前の通常の対抗戦方式に戻ることになった。
それまでも伝統校を中心とした勢力と、それらの有力校以外の当時新興校と呼ばれた大学の間で多くの意見主張が合わず、何度かの制度改革が行なわれてきた。対抗戦方式復活後も、伝統校・有力校側の事情で日程やカードが決まる風潮に新興校が不満を募らせ、また対抗戦方式ゆえに全国大学ラグビー選手権大会出場校を選択する上での基準が不明瞭であったため、衝突が激化していった。
1967年には日本大学・中央大学・法政大学・専修大学が中心になって対抗戦方式を主張する学校群と決別し、総当り戦を主張する学校群のみでの総当たり戦を実施するに至った。その翌年の1968年には正式に関東大学ラグビーフットボール連盟が発足。総当たり戦グループは関東ラグビーフットボール協会内で関東大学ラグビーリーグ戦グループと呼ばれるようになった。
対してもう一方のグループを関東大学ラグビー対抗戦グループと呼ぶ。なお関東大学ラグビーフットボール連盟の組織自体は関東ラグビーフットボール協会の承認団体・傘下団体ではなく、リーグ戦グループとしてのローカルな組織になる。したがってリーグ戦グループ所属校は、形の上では関東大学ラグビーフットボール連盟と関東ラグビーフットボール協会の双方に二重に登録することになる。これは過去の対抗戦とリーグ戦の分裂経緯に因るものである。
グループ分裂後、全国大学ラグビーフットボール選手権大会への関東からの出場校4枠分を決定する都合で、両グループの上位4代表が襷がけで対戦し、勝利したチームを関東代表とする関東大学ラグビー交流戦（交流試合）が導入された。
リーグ戦開始当初は、強豪校との対戦が減ったためにリーグ全体のレベル低下を招き、リーグ戦グループにとっては苦難の時代となった。法政大学が際立って伝統校に対して気を吐いていたがまもなく低迷し、その他の対抗戦に対するライバル意識を燃やしていたリーグ戦グループ中心校も、交流試合突破が困難であり、やっと出場した全国大学選手権でも良好な結果を出せなかった。対抗戦と比較しての注目度・人気といった点でも同様の悪影響を引き起こしていった。特に1982-85年は全国大学ラグビーフットボール選手権大会に4年で2校しか進めず、出場した2校も初陣の京都産業大学や過去全敗だった天理大学に敗れて初戦敗退するという結果に終わっている。
その後、交流戦時代の後期に始まった大東文化大学の台頭、法政大学の復活によって低迷していたリーグ戦グループが対抗戦グループと比肩しうるレベルとなり、関東協会傘下チーム全体のレベルが向上した。これは全国でのラグビー人気と相まった大学選手権の出場枠数改革（8校から16校への増加）の遠因にもなった。
ただし2006年の関東学院大学を最後にリーグ戦グループは全国大学ラグビーフットボール選手権大会の優勝から遠ざかっており、関東学院大学に代わって台頭した東海大学が3度決勝に進出したものの選手権優勝は果たせず、苦戦している。2024年時点で18年連続優勝なしは既にワーストタイ記録となっており、また3年連続ベスト4無し、8年連続決勝進出無しもワースト2番目の記録となってしまっている。

### 前史 〜リーグ戦誕生まで〜
- 1899年度 慶應義塾大学に日本初のラグビー部が誕生。
- 1910年度 旧制第三高等学校（のちに京都大学に吸収合併）ラグビー部誕生。
- 1911年度 同志社大学ラグビー部が創部。
- 1912年度 第1回慶同戦を実施。
- 1918年度 早稲田大学ラグビー蹴球部が創部（当時は蹴球部）。
- 1921年度 東京帝大ラグビー部が創部。
- 1922年度 （11月23日）第1回早慶戦を実施。
- 1922年度 明治大学ラグビー部が創部。
- 1923年度 青山学院大学ラグビー部が創部。
- 1923年度 立教大学ラグビー部が創部。
- 1923年度 第1回早明戦を実施。
- 1924年度 中央大学ラグビー部が創部。
- 1924年度 法政大学ラグビー部が創部。
- 1926年度 日本ラグビーフットボール協会が発足。
- 1928年度 日本大学ラグビー部が創部／関東五大学対抗戦がスタート(慶應義塾大学・明治大学・早稲田大学・立教大学・東京大学)。
- 1928年度 日本体育大学ラグビー部の前身同好会が発足　創部（公認）は1933年度。
- 1929年度 拓殖大学ラグビー部が創部。
- 1929年度 専修大学ラグビー部が創部。
- 1933年度 東京商科大学（現一橋大学）と法政大学が加わり関東七大学対抗となる。
- 1943年度 戦争により関東大学の公式戦が中断。（1945年度まで）
- 1946年度 関東大学対抗戦再開。
- 1947年度 東京ラグビー場（後の秩父宮ラグビー場）が完成。
- 1952年度 早慶が試合数を減らし（7から5、6）、日本大学、中央大学、法政大学との対戦に応じなくなる。
- 1953年度 東京ラグビー場を秩父宮ラグビー場と改称。
- 1954年度 （9月）明治大学・日本大学・法政大学・中央大学・東京教育大学（現筑波大学）が五大学リーグを協会に申し入れるが、協会の仲介で白紙撤回。また、日本大学が慶應義塾大学に初勝利(29-11)。（当時の慶應義塾大学は日本大学・法政大学と隔年対戦）
- 1955年度 慶應義塾大学と対戦しない当時新興校だった日本大学が初めて早稲田大学、明治大学を連破。日本大学・慶應義塾大学ともに全勝で全日程を終える。
- 1956年度 明治大学・中央大学・早稲田大学ともに1敗で相星の首位となり、対戦方式の改革が求められる。
- 1957年度 加盟校増加と共に新興校台頭の機運が強まる中、A,Bの二部制による総当たりと伝統の対抗戦を組み合わせた方式を採用（入れ替え戦を導入）
- 1958年度 日本体育大学・防衛大学校がBブロックに加盟し14校体制になる。
- 1959年度 法政大学が対抗戦初優勝。
- 1960年度 慶應義塾大学がBブロック転落(0勝4敗2分)。日本大学が学生王者として日本協会招待NHK杯争奪ラグビー大会に出場。関東学院大学ラグビー部が創部。
- 1961年度 早稲田大学がBブロック転落(1勝5敗)。
- 1962年度 早稲田大学がBブロック全勝優勝、対抗戦（定期戦）カードでのAブロック優勝の明治大学にも勝利(17-8)。
- 1963年度 関東大学の二部制を廃止し、義務4試合+選択3試合以上の変則対抗戦方式を導入。法政大学が全勝。東海大学ラグビー部、大東文化大学ラグビー部が創部。
- 1963年度 （1964年2月）関東大学14校を並立の2ブロックに対等分割することを決定。（Aブロック→法政大学、日本体育大学・中央大学・東京教育大学・防衛大学校・成蹊大学・青山学院大学　Bブロック→日本大学・早稲田大学・慶應義塾大学・明治大学・立教大学・専修大学・東京大学）
- 1964年度 （1965年1月）東西学生大会(翌年から学生選手権)を開催。(関東2校、関西2校出場。法政大学が優勝)
- 1965年 関東大学のA,Bブロックの編成替えを巡って大学間に感情的対立が起こり、結局、早稲田大学・慶應義塾大学・明治大学が中心になり主張した対抗戦方式に戻すことに決定。また、学生選手権（後の大学選手権）の関東代表選考で勝率のよい青山学院大学・中央大学が漏れることで順位決定方法を巡り議論が沸き起こる。流通経済大学ラグビー部が創部。
- 1966年 早稲田大学・慶應義塾大学・明治大学・日本体育大学・東京大学との対戦が全くない法政大学が八戦全勝となる。

### リーグ戦の誕生 〜対抗戦・リーグ戦の分裂以後〜
- 1967年 関東ラグビー協会傘下の大学チームの中で総当たりの対戦方式を主張するチーム（法政大学、中央大学、日本大学、専修大学、防衛大学校、東洋大学、国士舘大学、大東文化大学）により1回戦総当たりのリーグ戦を開始。大学選手権の関東代表は上位2校が出場。法政大学が2度目の大学日本一。
- 1968年 （7月）関東大学ラグビーは、対抗戦とリーグ戦に完全分離し、関東大学ラグビーフットボール連盟を発足。対抗戦との間で12月に大学選手権関東代表決定戦（翌年から関東大学交流試合）を実施。両グループ上位4校同士が順位による襷がけで対戦し勝者が関東代表権を獲得。
- 1979年 対抗戦と合同による第1回関東大学ジュニア選手権大会が開催。
- 1982年 1979年から始まった対抗戦グループの全早慶明戦に対抗して第1回全日中法専戦を開始（対戦は年2カードずつで組み合わせが毎年変る方法。日中法専のみなのは、リーグ戦グループ結成の中心チームが以上4チームであったため）。
- 1986年 大東文化大学が大学選手権で初優勝。
- 1988年 大東文化大学が大学選手権で2度目の優勝（明治大学との同点両校優勝）。
- 1992年 法政大学が3度目の大学日本一。
- 1993年 全国大学ラグビー選手権大会の出場校拡大（16校化）に伴い、交流試合廃止。リーグ戦からは上位4校が無条件に出場。5位校は、北海道または東北の代表校と全国地区対抗の関東1区または関東2区と対戦した勝者と代表決定戦を行う方式に変更。
- 1994年 大東文化大学が3度目の大学日本一。
- 1995年 5位校の代表決定戦の対戦相手は直接に北海道または東北代表との対戦に変更（地区対抗予選の関東からの参加が廃止）。
- 1997年 大学選手権出場の5位校の代表決定戦出場は隔年制となり、それ以外の年度は無条件に出場となる（対抗戦5位と隔年交代制。同年はリーグ戦5位が代表決定戦へ出場）。関東学院大学が初の大学日本一。
- 1998年 関東学院大学が2度目の大学日本一（関東リーグ戦所属校として初の2連覇）。
- 1999年 関東協会傘下の大学による第1回東日本大学セブンズが開催。
- 2000年 関東学院大学が法政大学を破り、3度目の大学日本一（大学選手権で初の関東大学ラグビーリーグ戦に所属するチーム同士の決勝戦）。
- 2001年 関東学院大学が4度目の大学日本一（関東リーグ戦所属校として2度目の2連覇）。
- 2003年 関東学院大学がリーグ戦グループ史上初の5連覇、5度目の大学日本一。
- 2006年 関東学院大学が6度目の大学日本一（全国選手権決勝10年連続進出）。日本大学が部の不祥事によりリーグ戦残り試合および最下位に伴う入れ替え戦を辞退（不戦敗により次季の2部降格が決定）。
- 2007年 関東学院大学が部員の不祥事により、リーグ戦途中で残り試合（1試合）の出場と、大学選手権への出場を辞退（順位成績や次年度扱いは既定どおり）。
- 2008年 2月～3月にかけて、関東ラグビー協会・大学部会の共通なテーマとして「リーグ戦・対抗戦の統一の模索」の話題が挙がったことが幾つかのスポーツ紙で報じられた。協会・部会内の有力校関係者にアンケートを採るなどの正式な動きがあった旨の報道も後日に行われた。その結果として「現状としては両グループでも関係者の多くは統合を望んでいない」という整理になり、今後も将来に向けての研究テーマの一つとして検討は継続するという曖昧な収束報道がなされ、将来への含みを持たせながらもとりあえずは現状を維持するといううやむやな結論に至った。
- 2009年 東海大学が大学選手権で準優勝。（決勝／帝京大学14-13東海大学）
- 2012年 関東ラグビー協会主催による対抗戦グループと合同の第一回関東大学春季大会が開催される。[1]。
- 2015年 東海大学が大学選手権で準優勝。（決勝／帝京大学27-17東海大学）
- 2016年 全国大学ラグビー選手権大会の出場校減少（14校化）に伴い、関東リーグ戦からは上位3校が無条件に出場。4～5位校は、前年度選手権に関東リーグ戦の大学の決勝進出校の数により出場権を得る。東海大学が大学選手権で準優勝。（決勝／帝京大学33-26東海大学）
- 2022年 東海大学がリーグ戦グループ最多タイとなる5連覇。
- 2023年 東海大学がリーグ戦グループ史上初の6連覇。

## 公式戦
- 毎年秋（9月〜11月頃）に各部のリーグ戦を実施 （※6部のみ7人制ラグビー）
- 各部リーグ戦終了後に2校の入れ替え戦（1試合）を実施（上部8位対下部1位、上部7位対下部2位）
- 4月に7人制ラグビーの大会を実施

## 運営
- 8校構成を基本とした総当たり戦を実施。最上部を1部とし、以下5部までが続く。各部の構成数、下部の試合方式・運営方法も過去何度かの変遷があったが、現在は1部から5部まで各部全試合総当たり戦で構成されている。5部Bリーグのみ試合は7人制ラグビーで行われる。
- 順位決定方法

　①勝ち点の多い順に順位決定を行う。
- 勝ち：4、引分：2、負け：0　不戦勝：5点　不戦敗：0点　不成立：2点
- ボーナス点は、負けても7点差以内ならば、勝ち点1を追加。3トライ差以上での勝ちならば、勝ち点1を追加。
- ※不戦勝・不戦敗の試合があっても、実施された試合のボーナスポイントは消滅しない。
- ※試合中に、怪我その他の理由によりプレーヤーが退場し、チームが試合を継続する事が難しいと判断した場合、試合はその時点で中止し、当該チームは負けとする。
- 全試合終了時点で、最も勝ち点の多いチームを 1 位とする。不戦勝・不戦敗・不成立の勝ち点を含む。

　②全試合終了時点で勝ち点が同じ場合、次の各号の順序により順位を決定する。
- 1、全試合の勝利数の多いチームから上位とする。
- 2、当該チーム同士の試合で、勝ち点の多いチームを上位とする。
- 3、当該チーム同士の試合で得失点差の多いチームを上位とする。但し、当該チームが 2 チーム間の比較であった場合、前項2にて比較済のため、４の項目へ進むこととする。
- 4、全試合の総得失点差の多いチームを上位とする。
- 5、全試合で総トライ数の多いチームを上位とする。
- 6、全試合でトライ後のゴール数の多いチームを上位とする。
- 7、当該チームで抽選を実施する
- シーズン終了後には上部リーグと下部リーグ間での入れ替え戦を実施し、その結果で次シーズンの上部所属校を決定する。
- 出場枠規定に因り1部リーグ上位3校は、全国大学ラグビーフットボール選手権大会への出場権利を有する。また前年度の大学選手権の決勝進出チームに関東リーグ戦の所属チームがいた場合はその数だけ増枠される。(2016年度は4校)

## 所属校

### 構成
※データは2022年度所属。

#### 1部
- 東海大学、大東文化大学、流通経済大学、法政大学、日本大学、関東学院大学、立正大学、東洋大学

#### 2部
- 拓殖大学、専修大学、國學院大學、山梨学院大学、中央大学、白鷗大学、新潟食料農業大学、朝鮮大学校

#### 3部
- 駿河台大学、防衛大学校、東京工業大学、東京農業大学、玉川大学、東京都立大学、千葉大学、国際武道大学、国士舘大学

#### 4部
- 横浜国立大学、東京理科大学、神奈川大学、獨協大学、創価大学、埼玉工業大学、駒澤大学、千葉商科大学

#### 5部A-1
- 順天堂大学、東京経済大学、文教大学、横浜市立大学、桜美林大学

#### 5部A-2
- 城西大学、千葉工業大学、埼玉大学、神奈川工科大学、都留文科大学、明星大学

#### 5部B
- 麻布大学、横浜商科大学、和光大学、東京国際大学

## 有力チームの紹介
- 東海大学 - 2002年度に大学選手権初出場。2007年度にリーグ戦初制覇。2008〜2010年度は全勝優勝で4連覇を達成。リーグ戦グループ歴代最多タイの13回の優勝を誇る。2009,15,16年度には大学選手権で準優勝。2018〜2023年度にはリーグ戦グループ新記録となる6連覇を達成。ジャージは青。
- 流通経済大学 - 2010年度の大学選手権で初勝利を挙げた。2011年度にリーグ戦初制覇。ジャージは赤、2023年秋までは白であった。
- 大東文化大学 - リーグ戦グループ結成時に在籍した八大学の一つ。他チームに先駆け留学生の受け入れを実施した。｢タテの大東｣と評されることも多く、対抗戦の明治大学とよく比較される。モスグリーンがチームカラー。
- 法政大学 - 第1回大学選手権優勝校であり、これまで優勝3回。関東大学ラグビーリーグ戦創設期に中心となったチームの一つであり、リーグ戦グループ最多タイの13回の優勝を誇る。オレンジと紺の横縞のジャージ。
- 日本大学 - 関東大学ラグビーリーグ戦創設期に中心となったチームの一つであり、リーグ戦優勝3回を誇る古豪チーム。過去に3回だけ2部に降格したが、いずれも1年で1部に復帰している。ジャージは黒地に赤のライン。
- 関東学院大学 - 1997年から10年連続で大学選手権の決勝に進出し、6度優勝した。1999〜2003年度にはリーグ戦新記録（当時）となる初の5連覇を達成。ジャージはスカイブルーと紺の横縞で春口元監督の母校日本体育大学と同じだが、縞の太さが違う。2016年度から2022年度秋まではスクールカラーの緑（オリーブグリーン）であった。
- 立正大学 - 2005年度に一度昇格も2007年に降格。2012年にも昇格を決めたが、2014年度に2部に降格し2022年度より昇格。ジャージはオレンジ。
- 東洋大学 - 1960年に創部。リーグ戦グループ結成時に在籍した八大学の一つ。1部には1993年に所属して以来2部であったが、2022年度より1部昇格。ジャージは鉄紺。
- 中央大学 - 関東大学ラグビーリーグ戦創設期に中心となったチームの一つである。1972年度にリーグ戦優勝を果たした。ジャージは紺・青・白の3色。2021年度の入替戦で敗れて2部。
- 専修大学 - 関東大学ラグビーリーグ戦創設期に中心となったチームの一つであり、1980年代まで常にリーグ戦の上位につけていた。2002年に入れ替え戦で敗退し2部降格。2014年度に13年ぶりの1部復帰を果たしたが、1年で降格となってしまった。2018年度に再度復帰したが2022年度は2部。緑と白の横縞のジャージ。
- 拓殖大学 - 2007年度より1部リーグ復帰。いきなりリーグ戦3位となりて大学選手権初出場を果たした。2019年度に2部に降格した。ジャージはオレンジ。
- 山梨学院大学 - 2013年度に10年ぶりの1部復帰を果たした。2015年の入れ替え戦で日本大学に破れ2部降格。ジャージは青。
- 国士舘大学 - 1959年に創部。リーグ戦グループ結成時に在籍した八大学の一つ。1978年度にリーグ戦優勝を果たす。1部には1996年に所属して以来、復帰できていない。2018年現在、2部リーグに在籍する。ジャージは小豆色。
- 東京農業大学 - 1925年に創部。1990年に1部在籍した。2018年現在、3部リーグに在籍する。ジャージは緑・黄。
- 防衛大学校 - 1953年に創部。リーグ戦グループ結成時に在籍した八大学の一つ。1部には1976年に所属して以来、復帰できていない。2018年現在、3部リーグに在籍する。
- 横浜国立大学 - 1970年、1部に在籍した。2018年現在、4部リーグに在籍する。緑と白の横縞のジャージ。

## 全優勝校と優勝回数
- ①東海大学：13回
- ①法政大学：13回
- ③関東学院大学：10回
- ④大東文化大学：9回
- ⑤専修大学：5回
- ⑥日本大学：3回
- ⑥流通経済大学 ：3回
- ⑧中央大学：1回
- ⑧国士舘大学：1回

※2024年度シーズン終了時の1部優勝回数

## 歴代順位表
- 入れ替え戦は、上部下位2校と下部上位2校の間で対戦。（例：1部7位校×2部2位校、1部8位校×2部1位校）

### 1部リーグ
※ボールド体は選手権出場。1966年以前の関東一リーグ時代の順位は資料不足により不明。
| 回 | 年度 | 優勝       | 2位        | 3位        | 4位        | 5位        | 6位        | 7位        | 8位        | 9位        |
| -- | ---- | ---------- | ---------- | ---------- | ---------- | ---------- | ---------- | ---------- | ---------- | ---------- |
| 1  | 1967 | 法政大     | 中央大     | 日本大     | 専修大     | 東洋大     | 国士舘大   | 防衛大     | 大東文化大 |            |
| 2  | 1968 | 専修大     | 中央大     | 法政大     | 防衛大     | 日本大     | 東洋大     | 国士舘大   | 大東文化大 | 拓殖大     |
| 3  | 1969 | 法政大     | 日本大     | 専修大     | 中央大     | 東洋大     | 大東文化大 | 国士舘大   | 防衛大     | 拓殖大     |
| 4  | 1970 | 法政大     | 中央大     | 日本大     | 東洋大     | 専修大     | 大東文化大 | 防衛大     | 横浜国立大 | 国士舘大   |
| 5  | 1971 | 法政大     | 中央大     | 東洋大     | 大東文化大 | 日本大     | 専修大     | 防衛大     |            |            |
| 6  | 1972 | 中央大     | 日本大     | 東洋大     | 防衛大     | 法政大     | 専修大     | 大東文化大 |            |            |
| 7  | 1973 | 専修大     | 法政大     | 東洋大     | 日本大     | 中央大     | 大東文化大 | 防衛大     |            |            |
| 8  | 1974 | 大東文化大 | 日本大     | 中央大     | 専修大     | 法政大     | 東洋大     | 防衛大     |            |            |
| 9  | 1975 | 専修大     | 大東文化大 | 中央大     | 日本大     | 防衛大     | 東洋大     | 法政大     | 国士舘大   |            |
| 10 | 1976 | 日本大     | 専修大     | 中央大     | 東洋大     | 大東文化大 | 東海大     | 法政大     | 防衛大     |            |
| 11 | 1977 | 日本大     | 専修大     | 法政大     | 国士舘大   | 中央大     | 東洋大     | 東海大     | 大東文化大 |            |
| 12 | 1978 | 国士舘大   | 東海大     | 法政大     | 中央大     | 日本大     | 専修大     | 東洋大     | 拓殖大     |            |
| 13 | 1979 | 法政大     | 専修大     | 大東文化大 | 中央大     | 東海大     | 国士舘大   | 日本大     | 東洋大     |            |
| 14 | 1980 | 法政大     | 専修大     | 大東文化大 | 国士舘大   | 中央大     | 拓殖大     | 日本大     | 東海大     |            |
| 15 | 1981 | 法政大     | 専修大     | 日本大     | 東海大     | 国士舘大   | 中央大     | 大東文化大 | 拓殖大     |            |
| 16 | 1982 | 専修大     | 中央大     | 法政大     | 大東文化大 | 日本大     | 国士舘大   | 東海大     | 拓殖大     |            |
| 17 | 1983 | 法政大     | 日本大     | 専修大     | 大東文化大 | 東海大     | 中央大     | 国士舘大   | 関東学院大 | 拓殖大     |
| 18 | 1984 | 法政大     | 専修大     | 日本大     | 中央大     | 大東文化大 | 国士舘大   | 東海大     | 関東学院大 | 東洋大     |
| 19 | 1985 | 日本大     | 大東文化大 | 専修大     | 国士舘大   | 中央大     | 法政大     | 関東学院大 | 東海大     | 拓殖大     |
| 20 | 1986 | 大東文化大 | 中央大     | 法政大     | 専修大     | 国士舘大   | 日本大     | 東海大     | 関東学院大 | 拓殖大     |
| 21 | 1987 | 大東文化大 | 法政大     | 関東学院大 | 専修大     | 国士舘大   | 中央大     | 東洋大     | 日本大     | 東海大     |
| 22 | 1988 | 大東文化大 | 専修大     | 国士舘大   | 関東学院大 | 法政大     | 日本大     | 東海大     | 中央大     | 東洋大     |
| 23 | 1989 | 専修大     | 大東文化大 | 関東学院大 | 法政大     | 日本大     | 東海大     | 中央大     | 国士舘大   | 東洋大     |
| 24 | 1990 | 関東学院大 | 大東文化大 | 日本大     | 法政大     | 中央大     | 国士舘大   | 専修大     | 東海大     | 東京農業大 |
| 25 | 1991 | 大東文化大 | 関東学院大 | 法政大     | 専修大     | 国士舘大   | 日本大     | 東洋大     | 中央大     | 東海大     |
| 26 | 1992 | 法政大     | 関東学院大 | 大東文化大 | 中央大     | 国士舘大   | 東洋大     | 専修大     | 東海大     | 日本大     |
| 27 | 1993 | 法政大     | 関東学院大 | 大東文化大 | 中央大     | 専修大     | 東海大     | 国士舘大   | 東洋大     |            |
| 28 | 1994 | 大東文化大 | 法政大     | 中央大     | 関東学院大 | 日本大     | 東海大     | 国士舘大   | 専修大     |            |
| 29 | 1995 | 大東文化大 | 関東学院大 | 法政大     | 日本大     | 専修大     | 中央大     | 東海大     | 国士舘大   |            |
| 30 | 1996 | 関東学院大 | 中央大     | 日本大     | 法政大     | 専修大     | 大東文化大 | 東海大     | 国士舘大   |            |
| 31 | 1997 | 関東学院大 | 日本大     | 法政大     | 大東文化大 | 流通経済大 | 専修大     | 中央大     | 東海大     |            |
| 32 | 1998 | 法政大     | 関東学院大 | 中央大     | 日本大     | 流通経済大 | 大東文化大 | 専修大     | 山梨学院大 |            |
| 33 | 1999 | 関東学院大 | 流通経済大 | 日本大     | 大東文化大 | 法政大     | 中央大     | 専修大     | 山梨学院大 |            |
| 34 | 2000 | 関東学院大 | 法政大     | 大東文化大 | 日本大     | 専修大     | 中央大     | 東海大     | 流通経済大 |            |
| 35 | 2001 | 関東学院大 | 法政大     | 中央大     | 日本大     | 大東文化大 | 流通経済大 | 東海大     | 専修大     |            |
| 36 | 2002 | 関東学院大 | 法政大     | 東海大     | 中央大     | 流通経済大 | 大東文化大 | 日本大     | 専修大     |            |
| 37 | 2003 | 関東学院大 | 法政大     | 流通経済大 | 東海大     | 日本大     | 大東文化大 | 中央大     | 山梨学院大 |            |
| 38 | 2004 | 法政大     | 関東学院大 | 大東文化大 | 日本大     | 流通経済大 | 東海大     | 中央大     | 拓殖大     |            |
| 39 | 2005 | 関東学院大 | 法政大     | 大東文化大 | 東海大     | 流通経済大 | 日本大     | 中央大     | 立正大     |            |
| 40 | 2006 | 関東学院大 | 法政大     | 東海大     | 大東文化大 | 流通経済大 | 中央大     | 立正大     | 日本大     |            |
| 41 | 2007 | 東海大     | 関東学院大 | 拓殖大     | 法政大     | 大東文化大 | 中央大     | 流通経済大 | 立正大     |            |
| 42 | 2008 | 東海大     | 法政大     | 関東学院大 | 日本大     | 流通経済大 | 中央大     | 拓殖大     | 大東文化大 |            |
| 43 | 2009 | 東海大     | 関東学院大 | 法政大     | 流通経済大 | 拓殖大     | 中央大     | 大東文化大 | 日本大     |            |
| 44 | 2010 | 東海大     | 流通経済大 | 関東学院大 | 中央大     | 大東文化大 | 日本大     | 法政大     | 拓殖大     |            |
| 45 | 2011 | 流通経済大 | 東海大     | 関東学院大 | 大東文化大 | 法政大     | 日本大     | 中央大     | 拓殖大     |            |
| 46 | 2012 | 東海大     | 流通経済大 | 拓殖大     | 法政大     | 日本大     | 中央大     | 大東文化大 | 関東学院大 |            |
| 47 | 2013 | 流通経済大 | 中央大     | 大東文化大 | 東海大     | 日本大     | 法政大     | 立正大     | 拓殖大     |            |
| 48 | 2014 | 流通経済大 | 東海大     | 法政大     | 大東文化大 | 中央大     | 山梨学院大 | 日本大     | 立正大     |            |
| 49 | 2015 | 東海大     | 流通経済大 | 中央大     | 大東文化大 | 法政大     | 拓殖大     | 専修大     | 山梨学院大 |            |
| 50 | 2016 | 東海大     | 流通経済大 | 大東文化大 | 中央大     | 拓殖大     | 関東学院大 | 法政大     | 日本大     |            |
| 51 | 2017 | 大東文化大 | 東海大     | 流通経済大 | 法政大     | 中央大     | 日本大     | 拓殖大     | 関東学院大 |            |
| 52 | 2018 | 東海大     | 大東文化大 | 流通経済大 | 法政大     | 日本大     | 拓殖大     | 専修大     | 中央大     |            |
| 53 | 2019 | 東海大     | 日本大     | 流通経済大 | 大東文化大 | 専修大     | 法政大     | 拓殖大     | 中央大     |            |
| 54 | 2020 | 東海大     | 流通経済大 | 日本大     | 法政大     | 中央大     | 大東文化大 | 関東学院大 | 専修大     |            |
| 55 | 2021 | 東海大     | 日本大     | 大東文化大 | 関東学院大 | 流通経済大 | 法政大     | 中央大     | 専修大     |            |
| 56 | 2022 | 東海大     | 流通経済大 | 東洋大     | 日本大     | 立正大     | 法政大     | 大東文化大 | 関東学院大 |            |
| 57 | 2023 | 東海大     | 流通経済大 | 法政大     | 大東文化大 | 東洋大     | 日本大     | 立正大     | 拓殖大     |            |
| 58 | 2024 | 大東文化大 | 東洋大     | 東海大     | 流通経済大 | 法政大     | 立正大     | 日本大     | 関東学院大 |            |

- 1967年から関東大学ラグビーが対抗戦とリーグ戦に分裂。関東代表は上位2校。
- 1968年から対抗戦、リーグ戦の上位4校がたすきがけで対戦し、その勝者が大学選手権に出場する交流試合が行われた
- 1969年から1部2部制導入。入れ替え戦の開始
- 1970年は次年度の1部構成数の変更に伴い2校が自動降格
- 1974年は次年度の1部構成数の増枠に伴い1校が自動昇格
- 1975年の大東文化大の選手権出場は同点抽選の結果
- 1978年の1位の国士舘大の交流戦の対戦相手は対抗戦4位校の出場辞退で5位校
- 1982年の専修大は同点抽選の結果、選手権の出場ならず。次年度の1部構成数の増枠に伴い1校が自動昇格
- 1989年の専修大は同点抽選の結果、選手権の出場ならず
- 1992年は次年度の1部構成数の変更に伴い1校が自動降格
- 1993年に大学選手権出場校が16校に拡大され、交流試合は廃止された。
- 2006年の日本大の順位に関しては沿革を参照
- 2007年の関東学院大は部員の不祥事により大学選手権辞退

### 2部リーグ(1994年〜)
| 1994 | 東洋大     | 立正大     | 山梨学院大 | 拓殖大     | 東京農業大 | 創価大     | 獨協大     | 国際武道大 |
| 1995 | 山梨学院大 | 流通経済大 | 東洋大     | 拓殖大     | 東京農業大 | 立正大     | 創価大     | 亜細亜大   |
| 1996 | 流通経済大 | 東洋大     | 山梨学院大 | 拓殖大     | 創価大     | 立正大     | 防衛大学校 | 東京農業大 |
| 1997 | 山梨学院大 | 拓殖大     | 東洋大     | 立正大     | 亜細亜大   | 国際武道大 | 創価大     | 国士舘大   |
| 1998 | 東洋大     | 東海大     | 立正大     | 亜細亜大   | 創価大     | 拓殖大     | 白鷗大     | 国際武道大 |
| 1999 | 東海大     | 白鷗大     | 拓殖大     | 国際武道大 | 立正大     | 創価大     | 東洋大     | 亜細亜大   |
| 2000 | 山梨学院大 | 拓殖大     | 国士舘大   | 立正大     | 白鷗大     | 国際武道大 | 東洋大     | 創価大     |
| 2001 | 山梨学院大 | 拓殖大     | 立正大     | 国士舘大   | 国際武道大 | 東洋大     | 白鷗大     | 亜細亜大   |
| 2002 | 山梨学院大 | 拓殖大     | 立正大     | 国士舘大   | 東洋大     | 埼玉工業大 | 白鷗大     | 国際武道大 |
| 2003 | 拓殖大     | 専修大     | 立正大     | 白鷗大     | 国士舘大   | 埼玉工業大 | 東洋大     | 国際武道大 |
| 2004 | 立正大     | 専修大     | 山梨学院大 | 埼玉工業大 | 国際武道大 | 国士舘大   | 白鷗大     | 防衛大学校 |
| 2005 | 拓殖大     | 山梨学院大 | 専修大     | 埼玉工業大 | 白鷗大     | 国士舘大   | 東洋大     | 国際武道大 |
| 2006 | 拓殖大     | 埼玉工業大 | 山梨学院大 | 専修大     | 国際武道大 | 白鷗大     | 国士舘大   | 東洋大     |
| 2007 | 日本大     | 埼玉工業大 | 山梨学院大 | 専修大     | 国際武道大 | 国士舘大   | 白鷗大     | 東洋大     |
| 2008 | 立正大     | 専修大     | 埼玉工業大 | 山梨学院大 | 国際武道大 | 東洋大     | 国士舘大   | 防衛大学校 |
| 2009 | 埼玉工業大 | 立正大     | 山梨学院大 | 國學院大   | 専修大     | 東洋大     | 国士舘大   | 国際武道大 |
| 2010 | 立正大     | 山梨学院大 | 埼玉工業大 | 専修大     | 朝鮮大学校 | 東洋大     | 國學院大   | 玉川大     |
| 2011 | 立正大     | 山梨学院大 | 専修大     | 埼玉工業大 | 東洋大     | 玉川大     | 白鷗大     | 朝鮮大学校 |
| 2012 | 立正大     | 山梨学院大 | 専修大     | 國學院大   | 国士舘大   | 東洋大     | 玉川大     | 埼玉工業大 |
| 2013 | 山梨学院大 | 関東学院大 | 専修大     | 國學院大   | 東洋大     | 国士舘大   | 玉川大     | 白鷗大     |
| 2014 | 拓殖大     | 専修大     | 関東学院大 | 東洋大     | 國學院大   | 国士舘大   | 玉川大     | 白鷗大     |
| 2015 | 日本大     | 関東学院大 | 立正大     | 東洋大     | 国士舘大   | 國學院大   | 白鷗大     | 玉川大     |
| 2016 | 山梨学院大 | 立正大     | 専修大     | 東洋大     | 國學院大   | 国士舘大   | 朝鮮大学校 | 白鷗大     |
| 2017 | 専修大     | 立正大     | 東洋大     | 國學院大   | 山梨学院大 | 白鷗大     | 国士舘大   | 朝鮮大学校 |
| 2018 | 関東学院大 | 東洋大     | 國學院大   | 山梨学院大 | 立正大     | 白鷗大     | 国士舘大   | 朝鮮大学校 |
| 2019 | 立正大     | 関東学院大 | 東洋大     | 山梨学院大 | 白鷗大     | 國學院大   | 朝鮮大学校 | 国士舘大   |
| 2020 | 東洋大     | 山梨学院大 | 立正大     | 白鷗大     | 國學院大   | 拓殖大     | 朝鮮大学校 | 国士舘大   |
| 2021 | 立正大     | 東洋大     | 山梨学院大 | 國學院大   | 拓殖大     | 白鷗大     | 朝鮮大学校 | 国士舘大   |
| 2022 | 拓殖大     | 専修大     | 中央大     | 山梨学院大 | 國學院大   | 白鷗大     | 朝鮮大学校 | 国士舘大   |
| 2023 | 関東学院大 | 専修大     | 中央大     | 白鷗大     | 山梨学院大 | 國學院大   | 朝鮮大学校 | 国士舘大   |
| 2024 | 中央大     | 専修大     | 山梨学院大 | 拓殖大     | 白鷗大     | 國學院大   | 朝鮮大学校 | 国士舘大   |

- 2020年は、8チームを2ブロックにし、各ブロックで総当たり戦を行い、各ブロックの同順位同士で試合を行い、順位を決定する「リーグ2ブロック+順位決定方式」とされた。（2・3部の入替戦は新型コロナウイルスによる影響により全試合が実施されなかったため未開催）

### 3部リーグ(1995年〜)
| 年度 | 優勝           | 2位        | 3位        | 4位        | 5位        | 6位        | 7位        | 8位        |
| ---- | -------------- | ---------- | ---------- | ---------- | ---------- | ---------- | ---------- | ---------- |
| 1995 | 防衛大学校     | 白鷗大     | 獨協大     | 千葉商科大 | 国際武道大 | 横浜国立大 | 神奈川大   | 東京工業大 |
| 1996 | 国際武道大     | 亜細亜大   | 神奈川大   | 白鷗大     | 獨協大     | 埼玉工業大 | 千葉商科大 | 横浜国立大 |
| 1997 | 白鷗大         | 東京農業大 | 神奈川大   | 玉川?大    | 獨協大     | 防衛大学校 | 千葉商科大 | 埼玉工業大 |
| 1998 | 国士舘大       | 東京農業大 | 神奈川大   | 獨協大     | 防衛大学校 | 國學院大   | 玉川大     | 千葉商科大 |
| 1999 | 国士舘大       | 東京農業大 | 神奈川大   | 防衛大学校 | 獨協大     | 埼玉工業大 | 國學院大   | 東京経済大 |
| 2000 | 亜細亜大       | 神奈川大   | 東京農業大 | 埼玉工業大 | 獨協大     | 玉川大     | 防衛大学校 | 東京経済大 |
| 2001 | 埼玉工業大     | 創価大     | 神奈川大   | 東京経済大 | 東京農業大 | 玉川大     | 防衛大学校 | 獨協大     |
| 2002 | 國學院大       | 防衛大学校 | 東京農業大 | 神奈川大   | 玉川大     | 創価大     | 東京経済大 | 亜細亜大   |
| 2003 | 神奈川大       | 防衛大学校 | 國學院大   | 東京農業大 | 獨協大     | 横浜国立大 | 玉川大     | 創価大     |
| 2004 | 東洋大         | 國學院大   | 東京農業大 | 神奈川大   | 獨協大     | 玉川大     | 朝鮮大学校 | 横浜国立大 |
| 2005 | 國學院大       | 防衛大学校 | 神奈川大   | 東京農業大 | 東京工業大 | 城西大     | 玉川大     | 獨協大     |
| 2006 | 國學院大       | 東京農業大 | 防衛大学校 | 神奈川大   | 朝鮮大学校 | 東京工業大 | 東京理科大 | 城西大     |
| 2007 | 國學院大       | 防衛大学校 | 玉川大     | 朝鮮大学校 | 神奈川大   | 東京農業大 | 東京工業大 | 東京理科大 |
| 2008 | 國學院大       | 玉川大     | 白鷗大     | 東京農業大 | 朝鮮大学校 | 神奈川大   | 桜美林大   | 東京理科大 |
| 2009 | 玉川大         | 朝鮮大学校 | 白鷗大     | 東京農業大 | 城西大     | 横浜国立大 | 神奈川大   | 防衛大学校 |
| 2010 | 国士舘大       | 白鷗大     | 城西大     | 防衛大学校 | 東京農業大 | 国際武道大 | 横浜国立大 | 駿河台大   |
| 2011 | 国士舘大       | 國學院大   | 防衛大学校 | 東京農業大 | 国際武道大 | 横浜国立大 | 城西大     | 駿河台大   |
| 2012 | 白鷗大         | 国際武道大 | 朝鮮大学校 | 東京農業大 | 防衛大学校 | 城西大     | 横浜国立大 | 東京工業大 |
| 2013 | 東京農業大     | 埼玉工業大 | 朝鮮大学校 | 東京工業大 | 国際武道大 | 防衛大学校 | 城西大     | 東京理科大 |
| 2014 | 埼玉工業大     | 国際武道大 | 東京工業大 | 東京農業大 | 朝鮮大学校 | 防衛大学校 | 横浜国立大 | 駿河台大   |
| 2015 | 朝鮮大学校     | 東京農業大 | 防衛大学校 | 東京工業大 | 国際武道大 | 駿河台大   | 横浜国立大 | 埼玉工業大 |
| 2016 | 防衛大学校     | 玉川大     | 東京農業大 | 東京工業大 | 駿河台大   | 国際武道大 | 横浜国立大 | 東京理科大 |
| 2017 | 駿河台大       | 防衛大学校 | 東京工業大 | 東京農業大 | 玉川大     | 国際武道大 | 横浜国立大 | 千葉大     |
| 2018 | 駿河台大       | 防衛大学校 | 東京工業大 | 東京農業大 | 首都大東京 | 神奈川大   | 玉川大     | 国際武道大 |
| 2019 | 東京農業大     | 駿河台大   | 東京工業大 | 防衛大学校 | 玉川大     | 首都大東京 | 神奈川大   | 国際武道大 |
| 2021 | 防衛大学校     | 東京農業大 | 駿河台大   | 玉川大     | 東京都立大 | 東京工業大 | 千葉大     | 国際武道大 |
| 2022 | 駿河台大       | 東京農業大 | 東京都立大 | 防衛大学校 | 東京工業大 | 千葉商科大 | 千葉大     | 玉川大     |
| 2023 | 新潟食料農業大 | 東京工業大 | 東京農業大 | 駿河台大   | 防衛大学校 | 千葉商科大 | 東京都立大 | 千葉大     |
| 2024 | 新潟食料農業大 | 東京農業大 | 防衛大学校 | 駿河台大   | 東京工業大 | 千葉商科大 | 東京都立大 | 千葉大     |

- 2003年に亜細亜大が脱退
- 2020年は、8チームを2ブロックにし、各ブロックで総当たり戦を行い、各ブロックの同順位同士で試合を行い、順位を決定する「リーグ2ブロック+順位決定方式」とされたが、順位決定戦で中止となった試合があったので同年度順位は出さなかった。
- 2021年は、8チームを2ブロックにし、各ブロックで総当たり戦を行い、各ブロックの同順位同士で試合を行い、順位を決定する「リーグ2ブロック+順位決定方式」とされた。（3・4部の入替戦は実施）

### 4部リーグ(1995年〜)
| 年度 | 優勝           | 2位        | 3位        | 4位        | 5位        | 6位        | 7位        | 8位        |
| ---- | -------------- | ---------- | ---------- | ---------- | ---------- | ---------- | ---------- | ---------- |
| 1995 | 埼玉工業大     | 城西大     | 國學院大   | 東京国際大 | 駒澤大     | 千葉大     | 東京都立大 | 産業能率大 |
| 1996 | 玉川大         | 東京工業大 | 城西大     | 國學院大   | 東京国際大 | 駒澤大     | 東京都立大 | 千葉大     |
| 1997 | 國學院大       | 城西大     | 横浜国立大 | 東京国際大 | 駒澤大     | 東京工業大 | 東京都立大 | 産業能率大 |
| 1998 | 埼玉工業大     | 東京経済大 | 駒澤大     | 城西大     | 東京工業大 | 明海大     | 横浜国立大 | 東京国際大 |
| 1999 | 城西大         | 玉川大     | 東京工業大 | 産業能率大 | 駒澤大     | 千葉商科大 | 明海大     | 東京都立大 |
| 2000 | 國學院大       | 城西大     | 東京工業大 | 駒澤大     | 東京国際大 | 産業能率大 | 東京理科大 | 千葉商科大 |
| 2001 | 國學院大       | 千葉大     | 城西大     | 東京国際大 | 東京工業大 | 横浜国立大 | 駒澤大     | 産業能率大 |
| 2002 | 獨協大         | 横浜国立大 | 千葉大     | 横浜市立大 | 東京理科大 | 東京工業大 | 東京国際大 | 城西大     |
| 2003 | 朝鮮大学校     | 東京工業大 | 桜美林大   | 城西大     | 千葉大     | 横浜市立大 | 東京経済大 | 東京理科大 |
| 2004 | 城西大         | 東京工業大 | 東京経済大 | 駒澤大     | 創価大     | 桜美林大   | 横浜市立大 | 千葉大     |
| 2005 | 朝鮮大学校     | 東京理科大 | 横浜国立大 | 東京経済大 | 創価大     | 桜美林大   | 明海大     | 駒澤大     |
| 2006 | 玉川大         | 桜美林大   | 横浜国立大 | 獨協大     | 千葉商科大 | 千葉大     | 創価大     | 東京経済大 |
| 2007 | 城西大         | 桜美林大   | 横浜国立大 | 埼玉大     | 獨協大     | 千葉大     | 駒澤大     | 千葉商科大 |
| 2008 | 城西大         | 横浜国立大 | 東京工業大 | 千葉工業大 | 駿河台大   | 埼玉大     | 千葉大     | 獨協大     |
| 2009 | 東京工業大     | 駿河台大   | 東京理科大 | 桜美林大   | 駒澤大     | 埼玉大     | 獨協大     | 千葉工業大 |
| 2010 | 東京理科大     | 東京工業大 | 桜美林大   | 千葉工業大 | 獨協大     | 埼玉大     | 駒澤大     | 神奈川大   |
| 2011 | 東京工業大     | 駒澤大     | 順天堂大   | 埼玉大     | 東京理科大 | 獨協大     | 千葉工業大 | 桜美林大   |
| 2012 | 埼玉大         | 東京理科大 | 駒澤大     | 桜美林大   | 駿河台大   | 順天堂大   | 獨協大     | 千葉工業大 |
| 2013 | 横浜国立大     | 駿河台大   | 駒澤大     | 獨協大     | 創価大     | 桜美林大   | 順天堂大   | 埼玉大     |
| 2014 | 城西大         | 順天堂大   | 東京理科大 | 獨協大     | 創価大     | 駒澤大     | 埼玉大     | 桜美林大   |
| 2015 | 東京理科大     | 創価大     | 獨協大     | 順天堂大   | 駒澤大     | 千葉大     | 神奈川大   | 城西大     |
| 2016 | 千葉大         | 駒澤大     | 首都大東京 | 神奈川大   | 獨協大     | 創価大     | 埼玉工業大 | 順天堂大   |
| 2017 | 首都大東京     | 神奈川大   | 創価大     | 駒澤大     | 埼玉工業大 | 東京理科大 | 城西大     | 獨協大     |
| 2018 | 横浜国立大     | 東京理科大 | 千葉大     | 獨協大     | 創価大     | 埼玉工業大 | 駒澤大     | 城西大     |
| 2019 | 横浜国立大     | 千葉大     | 千葉商科大 | 東京理科大 | 創価大     | 埼玉工業大 | 獨協大     | 順天堂大   |
| 2021 | 千葉商科大     | 駒澤大     | 東京理科大 | 横浜国立大 | 獨協大     | 神奈川大   | 埼玉工業大 | 創価大     |
| 2022 | 新潟食料農業大 | 駒澤大     | 順天堂大   | 神奈川大   | 国際武道大 | 獨協大     | 東京理科大 | 横浜国立大 |
| 2023 | 玉川大         | 駒澤大     | 獨協大     | 順天堂大   | 東京理科大 | 埼玉工業大 | 神奈川大   | 国際武道大 |
| 2024 | 東京理科大     | 駒澤大     | 東京経済大 | 玉川大     | 横浜国立大 | 埼玉工業大 | 順天堂大   | 獨協大     |

- 2002年に城西大は一旦降格も亜細亜大が脱退により空席埋めのために昇格
- 2021年は、8チームを2ブロックにし、各ブロックで総当たり戦を行い、各ブロックの同順位同士で試合を行い、順位を決定する「リーグ2ブロック+順位決定方式」とされた。

### 5部リーグ(1995年〜)
| 年度 | 優勝           | 2位          | 3位          | 4位          | 5位        | 6位          | 7位          | 8位          | 9位      | 10位   | 11位   |
| ---- | -------------- | ------------ | ------------ | ------------ | ---------- | ------------ | ------------ | ------------ | -------- | ------ | ------ |
| 1995 | 玉川大         | 明海大       | 埼玉大       | 文教大       | 千葉工業大 | 横浜市立大   |              |              |          |        |        |
| 1996 | 産業能率大     | 文教大       | 埼玉大       | 横浜市立大   | 明海大     | 明星大       |              |              |          |        |        |
| 1997 | 東京経済大     | 明海大       | 文教大       | 埼玉大       | 横浜市立大 | 千葉大       |              |              |          |        |        |
| 1998 | 東京都立大     | 産業能率大   | 埼玉大       | 横浜市立大   | 駿河台大   | 千葉大       | 文教大       |              |          |        |        |
| 1999 | 東京国際大     | 東京理科大   | 横浜市立大   | 横浜国立大   | 埼玉大     | 千葉工業大   | 駿河台大     |              |          |        |        |
| 2000 | 千葉大         | 横浜国立大   | 横浜市立大   | 埼玉大       | 麻布大     | 明海大       | 東京都立大   |              |          |        |        |
| 2001 | 東京理科大     | 横浜市立大   | 埼玉大       | 千葉工業大   | 明海大     | 東京都立大   | 麻布大       | 千葉商科大   |          |        |        |
| 2002 | 桜美林大       | 朝鮮大学校   | 駒澤大       | 千葉工業大   | 埼玉大     | 明海大       | 産業能率大   | 東京都立大   |          |        |        |
| 2003 | 駒澤大         | 千葉工業大   | 明星大       | 明海大       | 和光大     | 埼玉大       | 東京国際大   |              |          |        |        |
| 2004 | 東京理科大     | 明海大       | 千葉工業大   | 和光大       | 駿河台大   | 明星大       | 埼玉大       |              |          |        |        |
| 2005 | 千葉大         | 千葉商科大   | 千葉工業大   | 駿河台大     | 和光大     | 横浜市立大   | 明星大       |              |          |        |        |
| 2006 | 埼玉大         | 駒澤大       | 千葉工業大   | 駿河台大     | 明海大     | 文教大       | 和光大       |              |          |        |        |
| 2007 | 千葉工業大     | 駿河台大     | 横浜商科大   | 創価大       | 東京経済大 | 文教大       | 和光大       | 明海大       |          |        |        |
| 2008 | 東京経済大     | 駒澤大       | 横浜商科大   | 文教大       | 首都大東京 | 創価大       | 千葉商科大   | 産業能率大   |          |        |        |
| 2009 | 千葉大         | 創価大       | 文教大       | 横浜市立大   | 東京経済大 | 首都大東京   | 横浜商科大   | 産業能率大   |          |        |        |
| 2010 | 順天堂大       | 東京経済大   | 文教大       | 首都大東京   | 創価大     | 千葉大       | 横浜市立大   | 千葉商科大   |          |        |        |
| 2011 | 神奈川大       | 文教大       | 東京経済大   | 創価大       | 首都大東京 | 千葉大       | 横浜市立大   | 和光大       |          |        |        |
| 2012 | 創価大         | 千葉大       | 東京経済大   | 首都大東京   | 横浜市立大 | 文教大       | 神奈川大     | 神奈川工科大 |          |        |        |
| 2013 | 千葉工業大     | 千葉大       | 神奈川大     | 横浜市立大   | 東京経済大 | 明星大       | 首都大東京   | 文教大       |          |        |        |
| 2014 | 神奈川大       | 千葉大       | 千葉工業大   | 首都大東京   | 東京経済大 | 神奈川工科大 | 横浜市立大   | 明星大       |          |        |        |
| 2015 | 首都大東京     | 東京経済大   | 桜美林大     | 神奈川工科大 | 千葉工業大 | 文教大       | 横浜市立大   | 埼玉大       |          |        |        |
| 2016 | 城西大         | 東京経済大   | 千葉工業大   | 文教大       | 横浜市立大 | 桜美林大     | 神奈川工科大 | 埼玉大       | 明星大   |        |        |
| 2017 | 東京経済大     | 順天堂大     | 千葉工業大   | 文教大       | 埼玉大     | 桜美林大     | 神奈川工科大 | 横浜市立大   |          |        |        |
| 2018 | 順天堂大       | 千葉商科大   | 千葉工業大   | 東京経済大   | 文教大     | 埼玉大       | 神奈川工科大 | 横浜市立大   | 桜美林大 |        |        |
| 2019 | 駒澤大         | 城西大       | 東京経済大   | 千葉工業大   | 桜美林大   | 神奈川工科大 | 横浜市立大   | 都留文科大   | 埼玉大   | 文教大 | 明星大 |
| 2021 | 新潟食料農業大 | 順天堂大     | 東京外国語大 | 芝浦工業大   | 東京経済大 | 桜美林大     | 神奈川工科大 | 千葉工業大   |          |        |        |
| 2022 | 埼玉工業大     | 東京外国語大 | 東京経済大   | 桜美林大     | 創価大     | 芝浦工業大   | 千葉工業大   | 北里大       |          |        |        |
| 2023 | 横浜国立大     | 東京経済大   | 芝浦工業大   | 東京外国語大 | 東京海洋大 | 桜美林大     | 創価大       | 千葉工業大   |          |        |        |
| 2024 | 国際武道大     | 東京外国語大 | 芝浦工業大   | 神奈川大     | 東京海洋大 | 創価大       | 千葉工業大   | 埼玉大       | 桜美林大 |        |        |

- 2006年に和光大は一旦降格後に新規加入校による5部の枠数が8になったことによる空席埋めで昇格
- 2015年に埼玉大は一旦降格後に関東ラグビーフットボール協会の配慮によって昇格
- 2016年に全試合を棄権した明星大は自動降格
- 2019年・2021年・2022年・2024年は、全チームを2ブロックにし、各ブロックで総当たり戦を行い、各ブロックの同順位同士(チームの多いブロックの最下位は参加しない)で試合を行い、順位を決定する「リーグ2ブロック+順位決定方式」とされた。なお2019年は5部Aと表記された

### 6部リーグ(1995年〜) ※7人制
※斜体文字は全試合棄権、もしくは不戦勝不戦敗校。複数校ある場合は前年度の順位順、または不戦勝不戦敗で決定。
| 年度 | 優勝         | 2位        | 3位        | 4位          | 5位          | 6位          | 7位          | 8位        |
| ---- | ------------ | ---------- | ---------- | ------------ | ------------ | ------------ | ------------ | ---------- |
| 1995 | 駿河台大     | 明星大     | 和光大     | 横浜商科大   | 麻布大       |              |              |            |
| 1996 | 東京経済大   | 駿河台大   | 和光大     | 千葉工業大   | 麻布大       | 横浜商科大   |              |            |
| 1997 | 駿河台大     | 和光大     | 明星大     | 麻布大       | 千葉工業大   | 横浜商科大   |              |            |
| 1998 | 東京理科大   | 千葉工業大 | 和光大     | 麻布大       | 明星大       | 横浜商科大   |              |            |
| 1999 | 千葉大       | 麻布大     | 和光大     | 文教大       | 明星大       | 横浜商科大   |              |            |
| 2000 | 千葉工業大   | 文教大     | 明星大     | 和光大       | 駿河台大     | 横浜商科大   |              |            |
| 2001 | 桜美林大     | 朝鮮大学校 | 和光大     | 明星大       | 文教大       | 横浜商科大   | 駿河台大     |            |
| 2002 | 明星大       | 和光大     | 駿河台大   | 文教大       | 横浜商科大   | 麻布大       | 千葉商科大   |            |
| 2003 | 駿河台大     | 文教大     | 横浜商科大 | 産業能率大   | 千葉商科大   | 麻布大       | 東京都立大   |            |
| 2004 | 千葉商科大   | 文教大     | 産業能率大 | 横浜商科大   | 東京国際大   | 麻布大       | 東京都立大   |            |
| 2005 | 文教大       | 埼玉大     | 産業能率大 | 横浜商科大   | 東京国際大   | 麻布大       | 首都大東京   |            |
| 2006 | 横浜商科大   | 産業能率大 | 横浜市立大 | 東京国際大   | 明星大       | 首都大東京   | 麻布大       |            |
| 2007 | 首都大東京   | 産業能率大 | 東京国際大 | 横浜市立大   | 明星大       | 麻布大       | 神奈川工科大 |            |
| 2008 | 和光大       | 横浜市立大 | 麻布大     | 明星大       | 神奈川工科大 | 東京国際大   | 明海大       |            |
| 2009 | 順天堂大     | 千葉商科大 | 麻布大     | 和光大       | 明星大       | 神奈川工科大 | 東京国際大   | 明海大     |
| 2010 | 和光大       | 麻布大     | 産業能率大 | 明星大       | 神奈川工科大 | 横浜商科大   | 東京国際大   | 明海大     |
| 2011 | 神奈川工科大 | 麻布大     | 明星大     | 明海大       | 産業能率大   | 千葉商科大   | 横浜商科大   | 東京国際大 |
| 2012 | 明星大       | 和光大     | 麻布大     | 千葉商科大   | 産業能率大   | 横浜商科大   | 明海大       |            |
| 2013 | 神奈川工科大 | 産業能率大 | 和光大     | 麻布大       | 千葉商科大   | 横浜商科大   | 明海大       |            |
| 2014 | 文教大       | 横浜商科大 | 明海大     | 産業能率大   | 麻布大       | 和光大       | 千葉商科大   |            |
| 2015 | 横浜商科大   | 明星大     | 産業能率大 | 和光大       | 麻布大       | 明海大       | 千葉商科大   |            |
| 2016 | 横浜商科大   | 和光大     | 麻布大     | 千葉商科大   | 産業能率大   | 明海大       |              |            |
| 2017 | 千葉商科大   | 明星大     | 横浜商科大 | 麻布大       | 和光大       |              |              |            |
| 2018 | 明星大       | 麻布大     | 横浜商科大 | 和光大       |              |              |              |            |
| 2019 | 東京国際大   | 和光大     | 麻布大     | 横浜商科大   |              |              |              |            |
| 2021 | 城西大       | 横浜市立大 | 麻布大     | 東京国際大   | 埼玉大       |              |              |            |
| 2022 | 横浜市立大   | 埼玉大     | 文教大     | 神奈川工科大 | 城西大       | 麻布大       | 横浜商科大   |            |
| 2024 | 文教大       | 横浜市立大 | 横浜商科大 | 麻布大       | 北里大       | 東京国際大   | 神奈川工科大 | 城西大     |

- 2000年、千葉工業大が自動昇格
- 2001年、桜美林大、朝鮮大学校が新加盟
- 2007年、神奈川工科大が新加盟
- 2009年、順天堂大が新加盟
- 2015年、1位の横浜商科大は部員数が15人に満たないため、入れ替え戦には2位の明星大が出場
- 2016年、各大学の部員数が15人に満たないため、5-6部の入れ替え戦の実施は無し
- 2019年、5部Aと表記。2021年以降は5部セブンズと表記されて入れ替え戦の実施は無くなった
- 2023年も実施されたが結果は不明

## トピックス
- 6部の参加校の中にはシーズン開始に伴いエントリーはしたものの、部員不足やその他の諸事情により、中途での棄権やシーズンを通しての不戦敗による最下位や降格になるチームがある。